# 柯克帕特里克冰川
75°9′S 136°0′W / 75.150°S 136.000°W
柯克帕特里克冰川（英語：Kirkpatrick Glacier）是南極洲的冰川，全長約22公里，流經麥當勞高地南面，最終注入赫爾冰川，該冰川根據美國地質調查局的測量和美國海軍的空中照片被繪入地圖。